# Goddavalahalli, Gauribidanur
Goddavalahalli là một làng thuộc tehsil Gauribidanur, huyện Kolar, bang Karnataka, Ấn Độ.